# Кирсанов, Сергей Фёдорович
Серге́й Фёдорович Кирса́нов (укр. Сергій Федорович Кірсанов; 2 января 1963, Севастополь) — советский украинский гребец-байдарочник, выступал за сборные СССР и Украины во второй половине 1980-х — первой половине 1990-х годов. Серебряный призёр летних Олимпийских игр в Сеуле, трёхкратный чемпион мира, победитель и призёр этапов Кубка мира, многократный чемпион национальных первенств. На соревнованиях представлял Вооружённые силы, заслуженный мастер спорта СССР (1989). Также известен как детский тренер и общественный деятель.

## Биография
Сергей Кирсанов родился 2 января 1963 года в Севастополе. Активно заниматься греблей начал в возрасте четырнадцати лет, проходил подготовку в севастопольской бухте под руководством тренера Владимира Саблина. Год спустя на одноместной байдарке занял четвёртое место на юниорском первенстве Украины, тогда как на взрослом республиканском чемпионате получил золотую медаль на дистанции 1000 м и бронзовую в гонке на 500 м. В 1981 году был призван в армию и переехал в Херсон, где в течение трёх лет служил матросом в 4-м яхт-клубе Черноморского флота. Одновременно с этим стал выступать за команду Вооружённых сил и показывать первые результаты на международном уровне, в частности, завоевал серебряную медаль на молодёжном чемпионате Европы. Несколько раз попадал в основной состав главной сборной СССР, но закрепиться в ней не мог из-за периодически возникавшей аритмии сердца.
На всесоюзном чемпионате 1986 года Кирсанов попал в число призёров сразу в нескольких дисциплинах и прошёл отбор на чемпионат мира в Монреаль, где сумел выиграть серебро среди байдарок-четвёрок на полукилометровой дистанции. В следующем сезоне впервые стал чемпионом СССР по гребле (впоследствии повторил это достижение ещё 17 раз), после чего побывал на мировом первенстве в Дуйсбурге — со своей четвёркой выиграл здесь бронзу в заплыве на 1000 м и золото в заплыве на 500 м. Благодаря череде удачных выступлений удостоился права защищать честь страны на летних Олимпийских играх 1988 года в Сеуле, вместе с Александром Мотузенко, Игорем Нагаевым и Виктором Денисовым имел реальные шансы на победу в километровой гонке, но в финале их команда уступила венгерскому экипажу и заняла второе место. За это достижение спортсмен удостоен почётного звания «Заслуженный мастер спорта СССР» и награждён медалью «За трудовое отличие».
Став серебряным олимпийским призёром, Кирсанов остался в основном составе национальной сборной и продолжил участвовать в крупнейших международных соревнованиях. Так, в 1989 году на дистанции 500 м он выиграл золотую медаль на чемпионате мира в болгарском Пловдиве, тогда как год спустя повторил это достижение на мировом первенстве в польской Познани (также получил здесь серебро в программе 1000 м).
В 1991 году Сергей Кирсанов завоевал бронзу на чемпионате мира в Париже, а позже прошёл квалификацию на Олимпийские игры 1992 года в Барселону, попал в состав объединённой сборной из спортсменов бывших советских республик. На четырёхместной байдарке, куда также вошли гребцы Олег Горобий, Вячеслав Кутузин и Владимир Бобрешов, участвовал в километровой гонке, но в итоге их экипаж дошёл только до стадии полуфиналов. После окончательного распада СССР в 1993 году спортсмен ещё некоторое время выступал за сборную Украины, но существенных побед на международной арене больше не одерживал.
Имеет высшее образование, в 1989 году окончил Николаевский государственный педагогический институт им. В. Г. Белинского. После завершения спортивной карьеры в 1994 году работал заместителем начальника яхт-клуба ВМС Украины в Херсоне, но вскоре ушёл на пенсию и вынужден был ходить в море матросом рыболовецкого судна. Начиная с 2008 года занялся тренерской деятельностью, устроился тренером-преподавателем в специализированную детско-юношескую спортивную школу по гребле на байдарках и каноэ. В настоящее время занимает должность председателя Национального олимпийского комитета Украины в Херсонской области. Женат, есть три дочери.